# (6287) Lenham
(6287) Lenham (1984 AR) – planetoida z pasa głównego asteroid okrążająca Słońce w ciągu 5,57 lat w średniej odległości 3,14 j.a. Odkryta 8 stycznia 1984 roku.